# José Hernández de Contreras
José María Hernández de Contreras (Segovia, 11 de julio de 1917-Madrid, 12 de diciembre de 1986), XVII vizconde de Altamira de Vivero, fue un abogado, militar y diplomático español.

## Biografía
Nació en Segovia en 1917, hijo de Agustín Hernández Francés y de María Luisa de Contreras López de Ayala, XVI vizcondesa de Altamira. Fue hermano de María del Carmen Hernández de Contreras y de dos hermanos mayores fallecidos niños, Luis (1913-1918) y Pilar (1915-1917). Su madre le cedió en 1941, con autorización de la Diputación de la Grandeza, el título nobiliario, que le fue retirado en 1957 por sentencia judicial en favor de su primo Luis Felipe de Peñalosa y Contreras, que pasó a ser XVIII vizconde de Altamira de Vivero. José Hernández de Contreras era sobrino carnal del Marqués de Lozoya.
Se licenció en Derecho. Durante la Guerra Civil luchó en el bando sublevado como alférez provisional de Infantería, llegando a ascender a teniente provisional. Fue condecorado con las cruces de Guerra y del Mérito Militar con distintivo rojo. Se licenció de la carrera militar en 1941. 
En mayo de 1942 fue nombrado canciller en el Consulado de España en Córdoba (Argentina), cargo que ejerció hasta que cesó voluntariamente en noviembre de 1950. 

## Datos familiares
José Hernández de Contreras se casó con Ana María Galán Bradamonte, hija del diplomático Manuel Galán Pacheco de Padilla. Los cónyuges se separaron de facto en 1951 y se divorciaron en Córdoba (Argentina) en 1955, y en Madrid en 1982. Del matrimonio nacieron tres hijos: José Manuel, María del Carmen Ida y Ana Cristina Hernández Galán.